# Krompasser

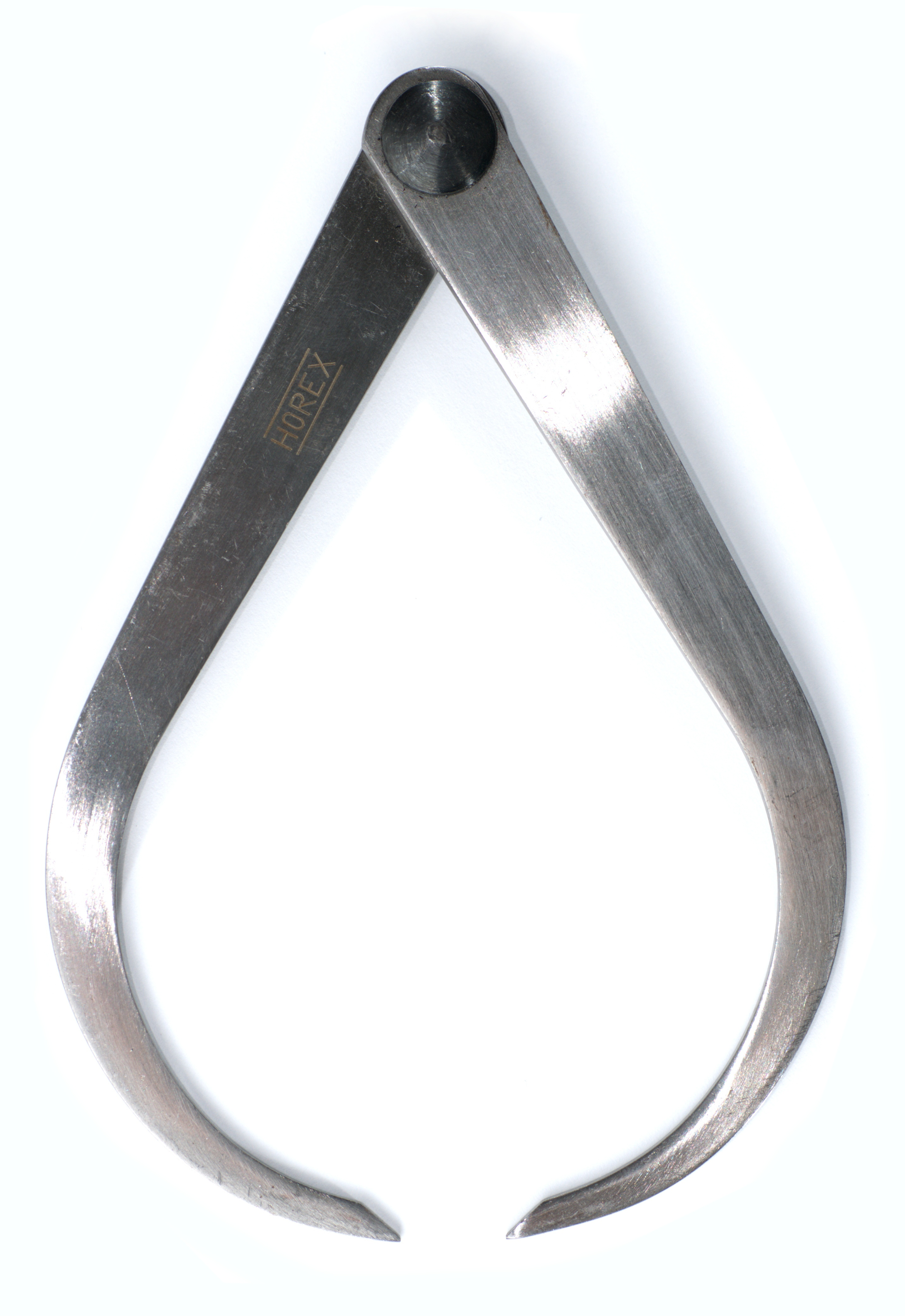
Krompasser

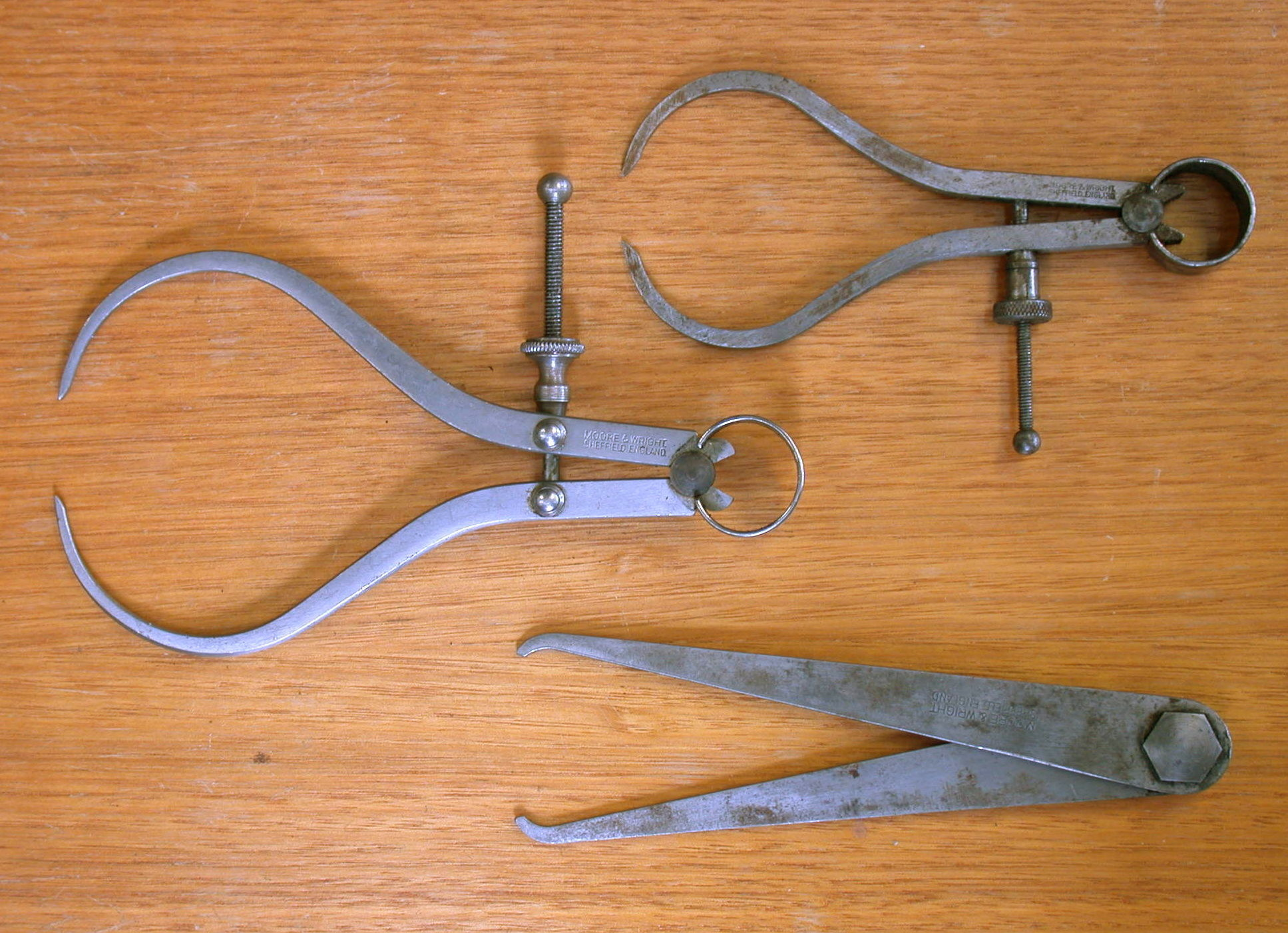
Twee krompassers, één voetjespasser.

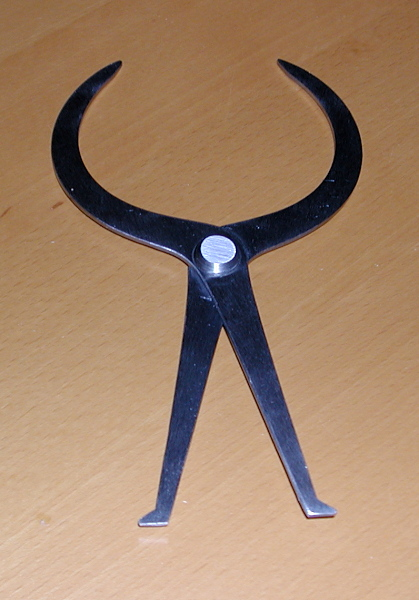
Gecombineerde krompasser met voetjespasser

De krompasser bestaat uit twee aan elkaar scharnierende gebogen stalen benen, die uitlopen in een stompe punt. Deze passer wordt gebruikt om de buitenwerkse maat van voorwerpen mee over te nemen en te controleren. Men duwt beide benen aan weerszijden tegen het te meten voorwerp en schuift de passer vervolgens voorzichtig er vanaf.
Bij de meest eenvoudige uitvoering scharnieren de beide benen om een geklonken asje, waardoor de passer stroef verstelbaar is. Door omzichtig gebruik kan de maat goed behouden worden. Als de passer valt is deze ontregeld.
Het model met stelschroef en veer kan heel nauwkeurig ingesteld worden door de kartelmoer te verdraaien. Dit is te zien bij de bovenste twee modellen op de afbeelding. De veerspanning van de ringvormige bladveer boven op het scharnierpunt zorgt ervoor dat de benen de gemeten afstand vasthoudt.
De onderste afbeelding is een gecombineerde krompasser met voetjespasser. De voetjespasser heeft rechte passerbenen, de passerpunten zijn naar buiten omgebogen. Deze passer dient om de binnenwerkse maat van voorwerpen te vergelijken of te meten.